# NFL Cup
Der National Football League Cup, vornehmlich bekannt als Castle Cup, nach einem Sponsoringvertrag mit der Brauerei Castle Brewery, war der professionelle Fußball-Pokalwettbewerb der Republik Südafrika von 1959 bis 1977. Unter der Nachfolgeorganisation der National Football League, der National Professional Soccer League, entstanden neue Pokalwettbewerbe.

## Die Finalspiele
Die Endspiele fanden im Rand Stadium von Johannesburg statt. Meist wohnten diesen Spielen um die 25.000 Zuseher bei. Die Endspiele 1972 mit den beiden Mannschaften aus Durban zogen 32.000, bzw. 35.000 Zuseher an. Die Rekordzuschauerzahl vom Finale 1967 zwischen Highlands Park und Rangers, zwei Vereine aus Johannesburg, beträgt 35.845.
1959: Rangers FC – Germiston Callies 4:2
1960: Durban City – Ramblers FC 4:2
1961: Highlands Park FC – Durban City 3:2
1962: Durban City – Ramblers FC 2:1
1963: Addington FC – Southern Suburbs AFC 5:2
1964: Durban City – Jewish Guild 4:1
1965: Highlands Park FC – Arcadia United 3:0
1966: Highlands Park FC – Arcadia United 3:0
1967: Highlands Park FC – Rangers FC 3:0
1968: Durban City – Highlands Park FC 3:0
1969: Maritzburg FC – Cape Town City FC 2:1 n. V.
1970: Cape Town City – Highlands Park FC 3:1
1971: Cape Town City – Durban City 3:3 n. V., 2:1
1972: Durban United – Durban City 2:2 n. V., 5:2 n. V.
1973: Highlands Park FC – Florida Albion FC 1:0
1974: Arcadia Shepherds – Highlands Park FC 2:0
1975: Highlands Park – Arcadia Shepherds 2:0
1976: Cape Town City FC – Hellenic FC 2:0
1977: Lusitano FC – Durban United 1:0